# Chiesa di San Domenico (Modica)

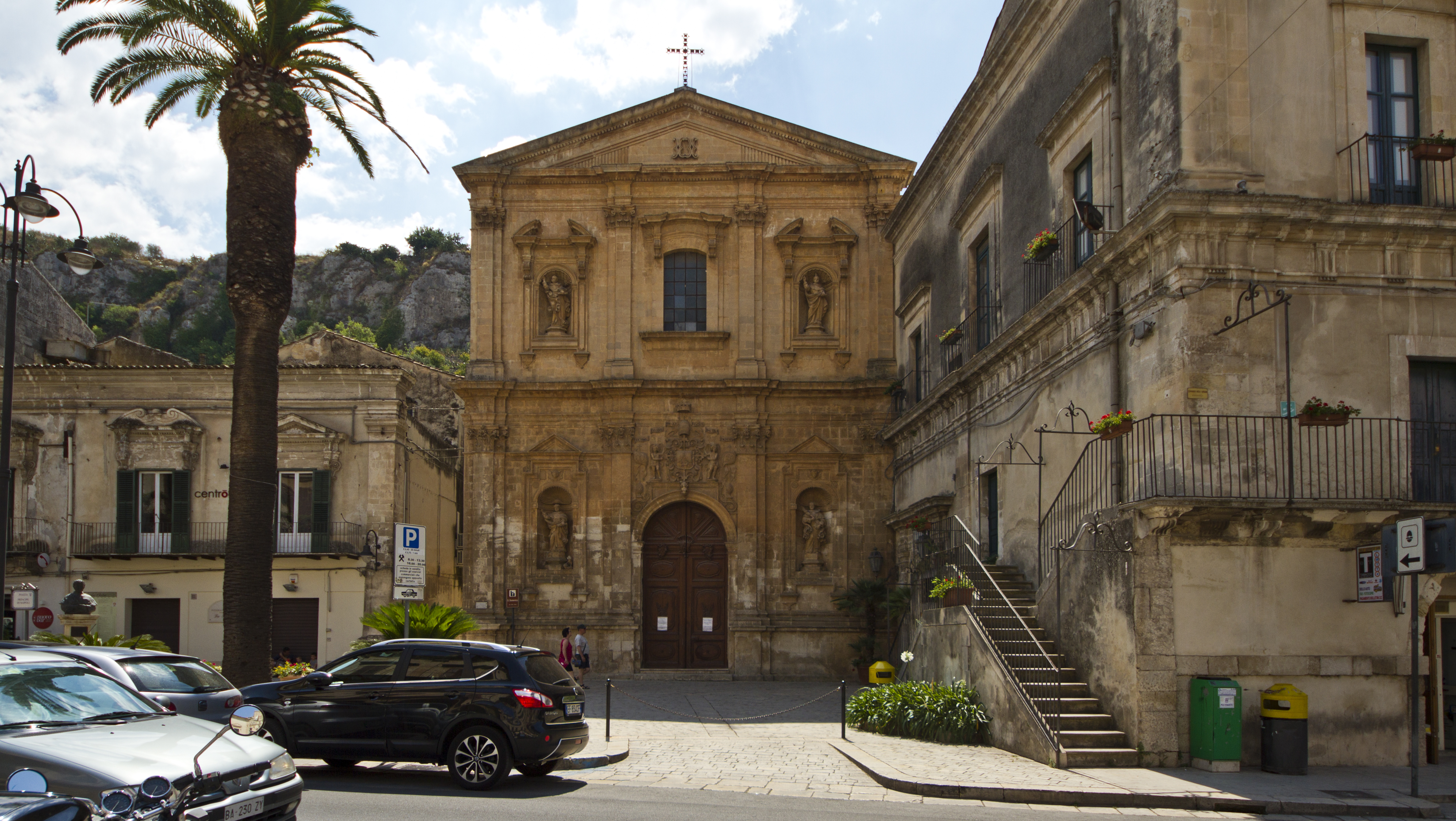
Facciata.

La chiesa di San Domenico - altrimenti nota come chiesa di Santa Maria del Rosario - con l'attiguo convento dell'Ordine dei frati predicatori è un luogo di culto ubicato nel centro storico della città di Modica, nel Libero consorzio comunale di Ragusa, il polo monumentale è inserito nella lista dei Beni dell'umanità dell'UNESCO.

## Storia

### Epoca aragonese
La chiesa ed il convento annesso furono fondati nel 1461, per ospitare i frati predicatori da poco insediatisi in città, per testimonianza del domenicano Tommaso Fazello e documentazioni del canonico Rocco Pirri.

### Epoca spagnola
Il primitivo luogo di culto fu distrutto dal terremoto del 1613 e ricostruito nel 1678, mentre resistette al terribile sisma del 1693. Il prospetto originale conserva lo stile austero del XVII secolo.
Il convento divenne successivamente sede del Tribunale dell'Inquisizione.

### Epoca borbonica - contemporanea
Con l'emanazione delle leggi eversive dal 1869 a oggi, è la sede del Palazzo Municipale.
La cripta è stata scoperta da Giovanni Modica Scala nella metà del '900.

## Esterno
La facciata della chiesa si sviluppa su due ordini. Il primo, pre-terremoto, reca incisa la data 1678, mentre il secondo fa parte della ristrutturazione settecentesca post-terremoto.
Presenta un portale con arco a tutto sesto su cui campeggia un ampio stemma domenicano e presenta 4 nicchie che custodiscono quattro statue in pietra, contraddistinti da timpani a triangolo in basso a sinistra accompagnato da un cagnolino che regge la fiaccola si identifica San Domenico di Guzmán, a destra con la palma del martirio in mano verosimilmente San Pietro di Verona. Contraddistinti da timpani ad arco spezzato, in alto a sinistra col sole raggiato riprodotto sul petto si riconosce San Tommaso d'Aquino, a destra con le fiammelle in testa come attributo San Vincenzo Ferreri.
Sul portale il grande fregio coronato con data 1678 presenta sei cartigli recanti l'iscrizione  "Ordo regalis fulgens doctrinis sactis &, dignitatib". Nell'ordine il triregno delimitato da due galeri, due putti alati reggono una croce con estremità a giglio recante uno stemma centrale, ai lati esterni, due stendardi con rosari raffiguranti rispettivamente: un candelabro a due braccia e un ostensorio a sinistra, il monogramma "IHS" a destra. Le aste dei vessili sono piantate nelle pigne collocate sulle volute a ricciolo poggianti sull'arco del portale. Un busto con sembianze femminili fa da pietra di volta. Nello scudo centrale sono raffigurati simboli domenicani: un cane che regge la fiaccola, sormontato da una spada, una palma, dal crocifisso e da una stella a otto punte.
Una finestra con cornice completa il partito centrale del secondo ordine, chiude la prospettiva il frontone con croce apicale in ferro battuto.

## Interno
L'interno, a navata unica con volta a botte è decorato con stucchi barocchi di Giuseppe Gianforma.

### Presbiterio
Altare maggiore in marmo di stile rococò, opera del catanese Privitera. Nell'edicola è collocato il gruppo statuario raffigurante la Beata Vergine del Rosario con ai lati due angeli in marmo e vari pannelli con alcuni episodi della vita di San Domenico.
Domina il presbiterio il "Cristo Pantocratore", opera del pittore Rodolfo Cristina.

## Opere
- XVI secolo, Madonna del Rosario attorniata da puttini e angeli che dona le corone a San Domenico di Guzmán, San Tommaso d'Aquino, Sant'Agata e Santa Lucia, grande pala lignea assimilabile allo stile di Vincenzo degli Azani.
- 1640c., Apparizione di San Domenico ad un frate di Soriano, olio su tela, opera di Matteo Reati.

Le pareti sono ulteriormente arricchite da altre tele raffiguranti:
- Anime del Purgatorio, dipinto attribuito al canonico Orazio Spadaro.
- San Giuseppe, dipinto attribuito al canonico Orazio Spadaro.
- Sposalizio di Santa Caterina
- San Giovanni Bosco.
- Nozze dell'Agnello, dipinto di Rodolfo Cristina.
- Crocifissione, dipinto di Rodolfo Cristina.
- Cristo Pantocratore dipinto di Rodolfo Cristina.

## Cripta
Con accesso posto nell'atrio, è visitabile una interessante cripta sotterranea scoperta da Giovanni Modica Scala a metà Novecento. Gli ambienti con tracce di affreschi teschi ornati da simboli del potere temporale, con 22 loculi verosimilmente preposti ad ospitare le sepolture dei religiosi stessi. In un ambiente attiguo adibito ossario, probabilmente destinato agli esponenti di una confraternita ubicata nel perimetro del convento.

## Convento

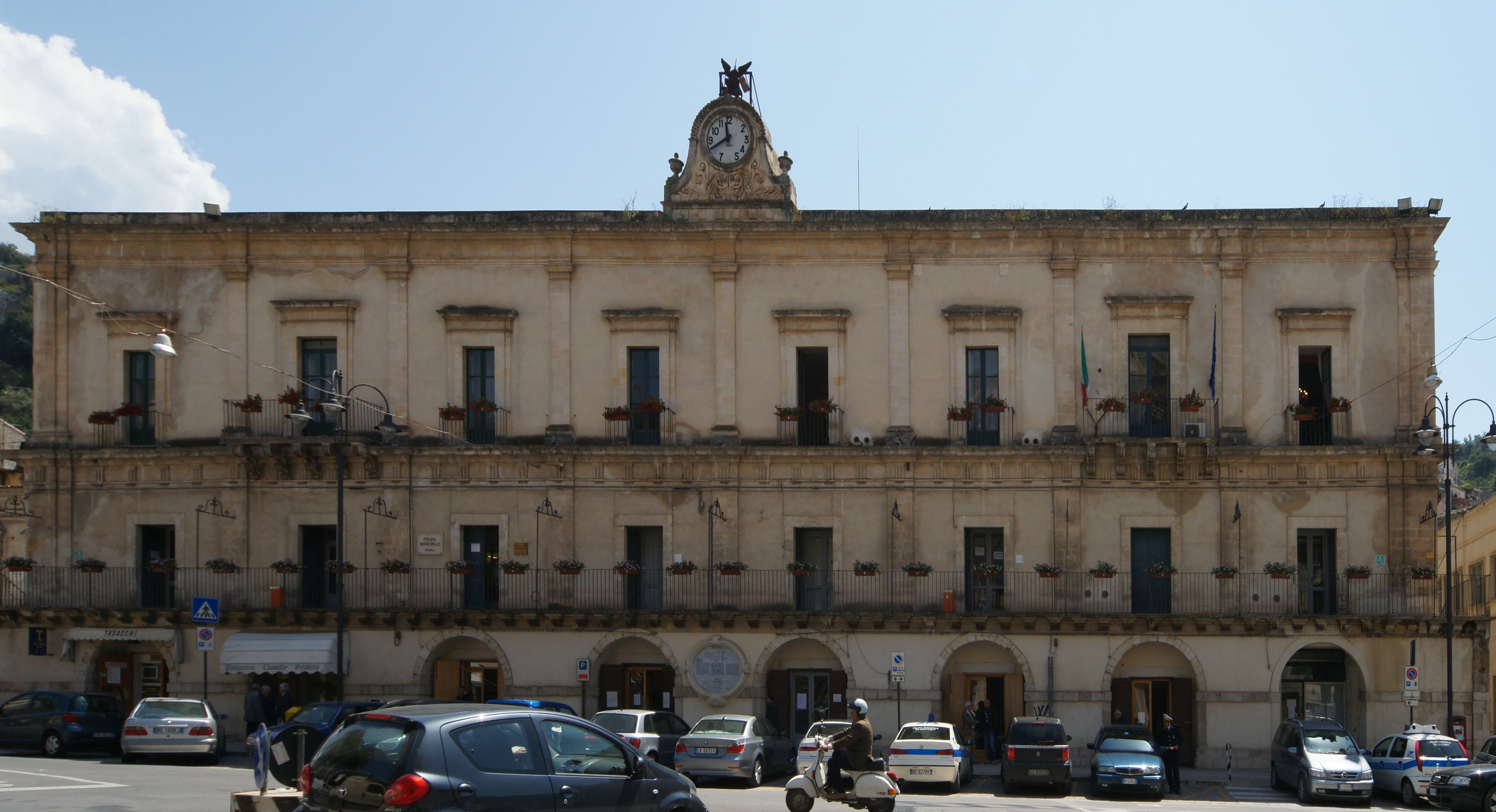
Il primitivo convento adibito a Palazzo Municipale.

Convento dell'Ordine dei frati predicatori, quindicesima istituzione dell'ordine in terra di Sicilia patrocinata dai membri della casata Almirante di Castiglia, Henriquez-Cabrera, Conti di Modica. Archivio documentale periodo (1503 - 1866)
Il convento era sede, per la diocesi di Siracusa, del Tribunale dell'Inquisizione, o Sant'Uffizio. Dal 1869 è sede del Palazzo Municipale, anche se da documenti d'archivio risulta che il consesso dei Giurati ivi si riunivano già a partire dal 1626.

### Chiostro
La struttura conventuale è addossata alla parete meridionale del tempio, documentata con 18 pilastri, ha impianto rettangolare con sviluppo maggiore sull'asse NE - SW.